# The Gates of Slumber
A The Gates of Slumber amerikai doom/heavy metal együttes. 1997-ben alakultak az Indiana állambeli Indianapolis-ban, "The Keep" néven. Ezt 1999-ben "The Gates of Slumber"-re változtatták. A nevet a "Cianide" nevű együttes ugyanilyen című daláról kapták. Első nagylemezüket 2004-ben adták ki. 2013-ban feloszlottak, majd 2019 óta újból aktív a zenekar.

## Tagok
- Karl Simon – ének (1997–2013), basszusgitár (1997–1999), gitár (2000–2013, 2019–)
- Chuck Brown – dob (1997–1999, 2003–2004, 2019-)
- Steve Janiak – basszusgitár (2019–)

Korábbi tagok
- Dr. Phibes – basszusgitár (2000–2002)
- Jamie Walters – dob (2000–2002)
- Brad Elliott – basszusgitár (2002–2003)
- Chris Gordon – dob (2002–2003)
- Jason McCash – gitár (1997–1999), basszusgitár (2003-2013, 2014-ben elhunyt)[4]
- Bob Fouts – dob (2005–2010, 2012–2013, 2020-ban elhunyt)[5]
- Jerry Clyde Paradis – dob (2010–2012; 2016-ban elhunyt)[6]

## Diszkográfia
- ...The Awakening (2004)
- Suffer no Guilt (2006)
- Conqueror (2008)
- Hymns of Blood and Thunder (2009)
- The Wretch (2011)

## Egyéb kiadványok
EP-k
- Like a Plague upon the Land (2005)
- God Wills It (2006)
- The Ice Worm's Lair (2008)
- The Hyena Sessions (2010)
- Stormcrow (2013)

Kislemezek
- The Jury (2011)

Válogatáslemezek
- Villain, Villain (dupla album, 2007)
- Chronicles of True Doom (négy lemezes album, 2009)

Split lemezek
- The Gates of Slumber / The Dream is Dead (2007)
- From Ultima Thule (a Spiritus Mortis-szal, 2007)
- The Gates of Slumber / Crowning Glory (2008)

Demók
- Blood Encrusted Deth Axe (2000)
- Sabbath Witch (2002)
- The Cloaked Figure (2004)

Válogatáslemezek, amelyeken feltűntek az együttes dalai:
- Chariots Arrive Again Vol.2 (2004)
- A Dark World (2004)
- CM Disro Sampler 2004
- Constant Migraine (2007)